# كأس كوسوفو 2016–17
كأس كوسوفو 2016–17 هو موسم من كأس كوسوفو. فاز فيه FC Besa Peja ‏.